# Bababé
Bababé (arabiska: بابابي) är en stad i södra delen av regionen Brakna i södra Mauretanien. Bababé ligger nära Senegalfloden. Staden hade 7 176 invånare (2013).